# Cohors II Aurelia Dardanorum

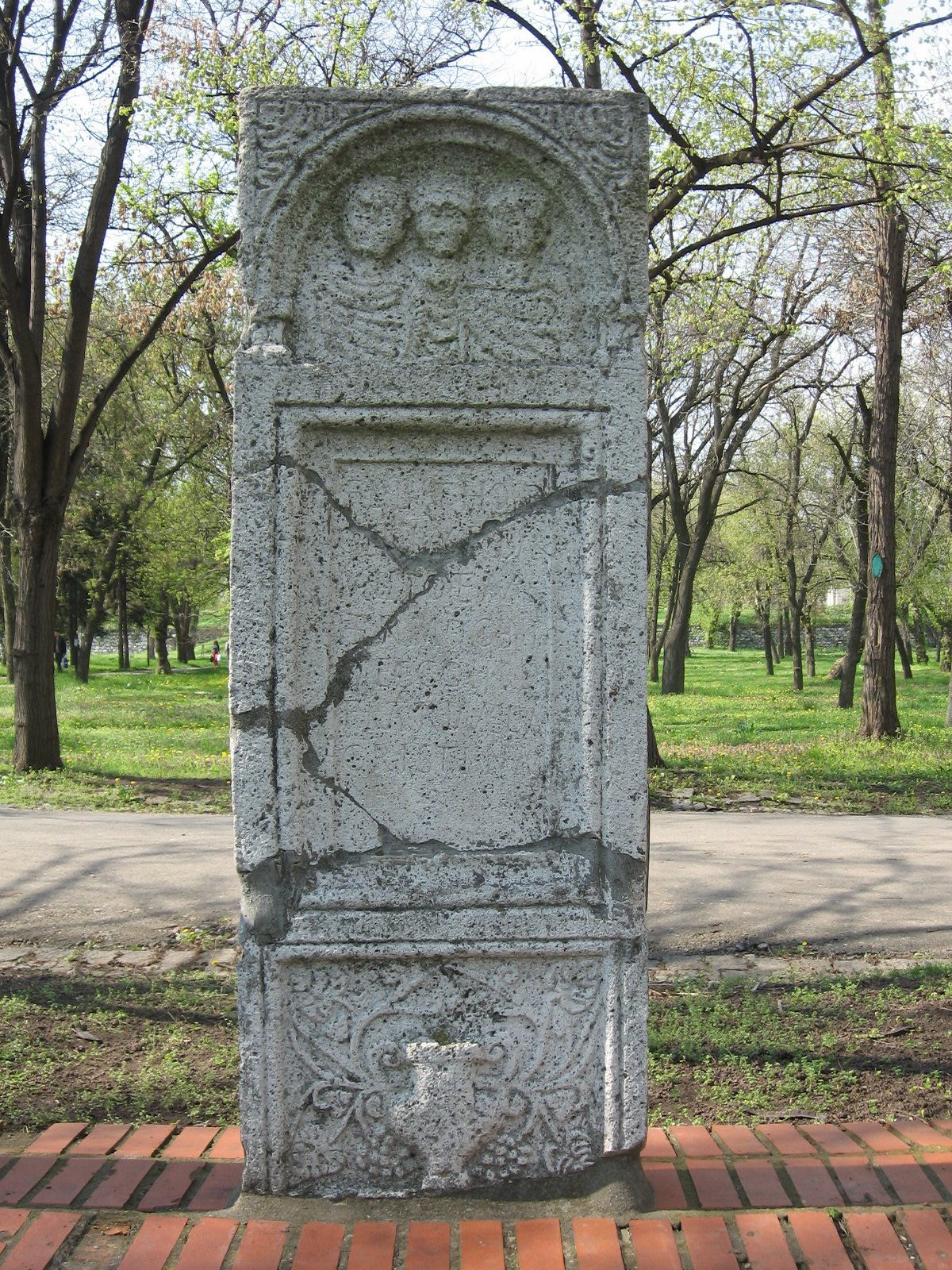
Der Grabstein von Flavius Bithus und Aurelius Hermogenes

Die Cohors II Aurelia Dardanorum [Antoniniana] [Gordiana] [pia fidelis] [milliaria] [equitata] (deutsch 2. Kohorte der Dardaner [die Antoninianische] [die Gordianische] [fromm und treu] [1000 Mann] [teilberitten]) war eine römische Auxiliareinheit. Sie ist durch Inschriften belegt.

## Namensbestandteile
- Aurelia: Die Ehrenbezeichnung bezieht sich auf Kaiser Mark Aurel.

- Dardanorum: der Dardaner. Die Soldaten der Kohorte wurden bei Aufstellung der Einheit aus dem Volk der Dardaner auf dem Gebiet der römischen Provinz Moesia Superior rekrutiert.

- Antoniniana: die Antoninianische. Der Zusatz kommt u. a. in der Inschrift (AE 1903, 288) vor.

- Gordiana: die Gordianische. Die Bezeichnung bezieht sich auf Gordian III. (238–244). Der Zusatz kommt in der Inschrift (AE 1952, 191) vor.

- pia fidelis: fromm und treu. Der Zusatz kommt in der Inschrift (CIL 3, 10255) vor.

- milliaria: 1000 Mann. Je nachdem, ob es sich um eine Infanterie-Kohorte (Cohors milliaria peditata) oder einen gemischten Verband aus Infanterie und Kavallerie (Cohors milliaria equitata) handelt, lag die Sollstärke der Einheit entweder bei 800 oder 1040 Mann. In den Inschriften wird statt milliaria das Zeichen {\displaystyle \infty } verwendet.

- equitata: teilberitten. Die Einheit war ein gemischter Verband aus Infanterie und Kavallerie. Der Zusatz kommt u. a. in der Inschrift (AE 1903, 288) vor.

Die Einheit war eine Cohors milliaria equitata. Die Sollstärke der Einheit lag daher bei 1040 Mann, bestehend aus 10 Centurien Infanterie mit jeweils 80 Mann sowie 8 Turmae Kavallerie mit jeweils 30 Reitern.

## Geschichte
Die Einheit wurde von Mark Aurel aufgestellt, wahrscheinlich um 169/170 n. Chr. zusammen mit der Cohors I Aurelia Dardanorum.

## Standorte
Ein Standort der Kohorte in Moesia Superior war Timacum minus (Ravna). Inschriften belegen die Anwesenheit (von Teilen) der Kohorte in Ravna um 199, 212, 214/222 und 242.

## Angehörige der Kohorte
Folgende Angehörige der Kohorte sind bekannt.

### Kommandeure
Die Kommandeure standen alle im Range eines Tribunen.
| - Aurel(ius) Martian(us) (AE 1995, 1316) - C. Atrius Decorat(us) (AE 1903, 288, AE 1952, 190) - [Φλ. Γα]ιανος, ein Χειλιαρχος | - M. Aurelius Quadratianus (AE 1995, 1310) - T. Fl. Magianus (um 214/222) (CIL 3, 10255) |

### Sonstige
| - Ael. Rusticus, ein Decurio (AE 1993, 1352) - Aurelius Attianus, ein Soldat (CIL 3, 14556) - Aurelius Hermogenes, ein Decurio (AE 1964, 268) - Aur. Tatius, ein Veteran (AE 1995, 1319) - Aurel(ius) V[], ein Imaginifer (AE 1934, 185) - Castinus (AE 1995, 1312) - Clemens (AE 1995, 1317) - Flavius Bithus, ein Adiutor (AE 1964, 268) | - Flavius Bitus, möglicherweise identisch mit Flavius Bithus (AE 1995, 1311) - Flavius Firminus, als Erbe des Clemens wahrscheinlich ebenfalls ein Angehöriger der Kohorte (AE 1995, 1317) - Fl. Vales, ein Soldat (AE 1902, 31) - L. Egnatius Aristia[nus] Superus - M. Aur. Salvianus, ein Centurio (AE 1910, 94) - T. Ae[l]. Martial. (AE 1903, 290) - T. Flavius Maximus, ein Veteran - T. Iulius Saturninus, ein Veteran |

Die folgenden Veteranen werden in Inschriften erwähnt und waren möglicherweise ebenfalls Angehörige der Kohorte:
| - Dassius - M. Aurelius Severus | - Sall. Valens - Septimius Felix |

## Unsicherheiten
John Spaul hält es für wahrscheinlich, dass die Cohors II Aurelia Nova die Vorgängereinheit der Cohors II Aurelia Dardanorum war und deshalb mit ihr identisch ist. Die Cohors II Aurelia Nova war vermutlich in Stojnik stationiert, solange sich die Einheit noch in der Ausbildung befand. Danach wurde die Einheit nach Ravna verlegt. Ovidiu Țentea/Florian Matei-Popescu halten die Cohors II Aurelia Nova und die Cohors II Aurelia Dardanorum für verschiedene Einheiten.